# Маћеха (филм)
Маћеха (енгл. Stepmom) је драма са елементима комедије из 1998, са Сузан Сарандон у главној улози. Филм је имао успех и у биоскопима и код критичара, а Сузан Сарандон је била номинована за Златни глобус за најбољу главну глумицу.
Џеки, која је некада била успешна њујоршка уредница, сада живи ван града као домаћица и мајка двоје деце. Од мужа је разведена годинама, и као и деца, помирила се са тим да се у његовом животу појавила нова жена - млада Изабел, која се веома успешно бави фотографијом. Изабел се труди да се Ана и Бен осећају пријатно када су са њом, али никада не би била спремна да се одрекне своје каријере због њих. Осећајући то, Џеки жели да њена деца проводе што мање времена са Изабел. Међутим, када открије да јој је дијагностикован рак, трудиће се да се што више зближи са будућом маћехом своје деце. Све размирице које су пре постојале између њих, полако ће нестати.

## Улоге
| Глумац         | Улога        |
| -------------- | ------------ |
| Сузан Сарандон | Џеки Харисон |
| Џулија Робертс | Изабел Кели  |
| Ед Харис       | Лук Харисон  |
| Џина Малон     | Ана Харисон  |
| Лијам Ејкен    | Бен Харисон  |